# 王遜
王遜（おう そん、生年不詳 - 323年）は、中国の晋代の官僚・軍人。字は邵伯。本貫は魏興郡。

## 経歴
はじめ魏興郡に仕えて、孝廉に推挙された。洛陽で吏部令史となり、殿中将軍に任じられた。上洛郡太守として出向し、魏興郡太守に転じた。西晋の恵帝の末年、西南の少数民族たちが反乱を起こした。ときに寧州刺史の李毅が死去し、州城の中の100人あまりは李毅の娘を立てて、反乱軍から城を守り、年を越していた。
永嘉4年（310年）、寧州治中の毛孟が洛陽の朝廷を訪れて、新しい刺史の赴任を請願すると、王遜が南夷校尉・寧州刺史に任命された。毛孟とともに寧州に下ったが、途中で反乱兵の攻撃に遭遇し、年を越して到着した。寧州は外に成漢の李雄に圧迫され、内に少数民族の攻撃があって、官吏や将兵は逃げ散り、城邑は荒廃していた。王遜は荒廃の状況を明らかにして、酷いところを問い質し、離散した人々を集め、軍事力や刑罰を使って、風習の異なる人々を指導しようとした。先だって王遜が寧州に到着する前、董連が秀才に遙挙されていたが、建寧郡功曹の周悦が董連は非才であるとして、官吏に任命する文書を下さなかった。王遜が着任すると、周悦を収監して処刑した。周悦の弟の周潜が王遜の殺害を計画し、前の建寧郡太守の趙混の子の趙濤を代わって刺史に立てようとした。陰謀が発覚して、周潜や趙濤らは処刑された。また法を守らない豪族数十家を処断した。諸民族を征討して、1000人あまりを捕殺し、牛馬や羊数万頭を鹵獲して、諸民族を威服させた。
建武元年（317年）、子の王澄を建康に派遣し、琅邪王司馬睿（元帝）に帝位に就くよう求める勧進の表を奉った。王遜は南夷校尉・寧州刺史のまま、元帝により散騎常侍・安南将軍・仮節の位を加えられ、褒中県公に封じられた。王遜は地勢の便宜をみて、牂牁郡を分けて平夷郡を立て、朱提郡を分けて南広郡を立て、建寧郡を分けて夜郎郡を立て、永昌郡を分けて梁水郡を立て、さらに益州郡を晋寧郡と改名するよう上表し、これらは全て施行された。先立って越巂郡太守の李釗が李雄に捕らえられたが、逃げ出して東晋に帰国した。王遜は再び李釗を越巂郡太守として任用した。
太寧元年（323年）、李雄は李驤と任回を派遣して李釗を攻撃させると、李釗は漢嘉郡太守の王載とともに李驤らと対陣した。李釗らは温水で戦って敗北し、越巂郡と漢嘉郡をもって降伏した。成漢の李驤らが瀘水を渡って寧州に進攻してくると、王遜は将軍の姚岳や爨琛を派遣してこれを阻ませた。姚岳らは堂琅で戦って、李驤を破った。姚岳は瀘水まで追撃し、水に逃げて死んだ成漢の兵は1000人あまりに及んだ。姚岳は深追いを避けて、瀘水を渡らなかった。王遜は姚岳が追撃を止めたことに怒って、姚岳を捕らえて鞭打った。王遜は夜半に死去した。
諡は壮といった。

## 逸話
- 王遜が上洛郡太守の任期を満了したとき、私有していた牛馬のうち、上洛郡で生まれた仔馬や仔牛について、「これは郡中で産まれたものだ」と言って、全て官に引き渡した。
- 王遜が姚岳を鞭打ったとき、激怒のあまり、髪は逆立って冠を突き、冠はこのために裂けた。

## 子女
- 王澄（襲爵。魏興郡太守・散騎常侍）
- 王堅（父の死後に、州人に行寧州府事として立てられ、正式に南夷校尉・寧州刺史に任命された。太寧末年に建康に召還され、病没した）

## 伝記資料
- 『晋書』巻81 列伝第51